# Brachythele icterica
Brachythele icterica är en spindelart som först beskrevs av Carl Ludwig Koch 1838.  Brachythele icterica ingår i släktet Brachythele och familjen Nemesiidae. Inga underarter finns listade.